# Michaela Erbenová
Michaela Erbenová (* 24. srpna 1968 Praha) je česká ekonomka, v letech 2000 až 2006 členka bankovní rady České národní banky.

## Život
V letech 1985 až 1990 vystudovala obor matematické metody v ekonomii na Moskevské státní univerzitě. Vzdělání si dále v letech 1991 až 1996 doplnila postgraduálním programem v oboru ekonomie na CERGE při Univerzitě Karlově v Praze (získala tak titul Ph.D.). Absolvovala řadu studijních stáží, např. na univerzitě v nizozemském Amsterdamu (1992), na americké Princeton University (1993) a na americké Harvard University (1995), kde byla výzkumnou asistentkou Jeffreyho Sachse.
Pracovala jako konzultantka OECD v Paříži v direktorátu pro vzdělání, zaměstnanost, práci a sociální vztahy (1994 až 1995). Po krátké pedagogické praxi na CERGE UK působila jako poradkyně tehdejšího premiéra Václava Klause (1996 až 1997). Vedla také skupinu poradců ministra financí Ivana Pilipa (1997 až 1998). Zastávala různé manažerské pozice v Komerční bance (1998 až 2000), mimo jiné post ředitelky divize Vztahy s investory.
Na konci listopadu 2000 ji prezident Václav Havel jmenoval členkou bankovní rady České národní banky, funkce se ujala dne 1. prosince 2000. V souvislosti s nástupem do této funkce se mluvilo o možném konfliktu zájmů, protože její manžel Ondřej Schneider byl v té době hlavním ekonomem v investiční společnosti Patria Finance. Tento problém se nakonec vyřešil jeho přechodem do akademické sféry. V pozici členky bankovní rady ČNB působila do 30. listopadu 2006.
V roce 2007 působila jako manažerka v poradenské firmě A. T. Kearney. V polovině října 2007 nastoupila do Mezinárodního měnového fondu (MMF) ve Washingtonu, kde se zabývala otázkami regulace a dohledu na finanční trhy. 1. listopadu 2016 se v MMF ujala funkce výkonné ředitelky. Česká republika tím po více než 70 letech získala pozici jednoho z 24 volených členů Výkonné rady MMF. Ve výkonné radě MMF reprezentuje tzv. středo- a východoevropskou konstituenci, kterou tvoří Česká republika, Turecko, Rakousko, Maďarsko, Slovensko, Bělorusko, Slovinsko a Kosovo.
V roce 2006 byla jmenována Young Global Leader roku 2006 spolu s dalšími 175 vedoucími činiteli, osobnostmi veřejného života a intelektuály do 40 let z 50 zemí světa. Fórum Young Global Leaders (YGL) je přidružená organizace Světového ekonomického fora se sídlem ve Švýcarském Davosu.
Michaela Erbenová má se svým manželem dvě děti (dceru a syna).